# حبيل المهريه والمدحاء (ردفان)

تعديل مصدري - تعديل

حبيل المهريه والمدحاء هي إحدى قرى عزلة الحبيلين بمديرية ردفان التابعة لمحافظة لحج، بلغ تعداد سكانها 35 نسمة حسب تعداد اليمن لعام 2004.